# Emil Danzeisen

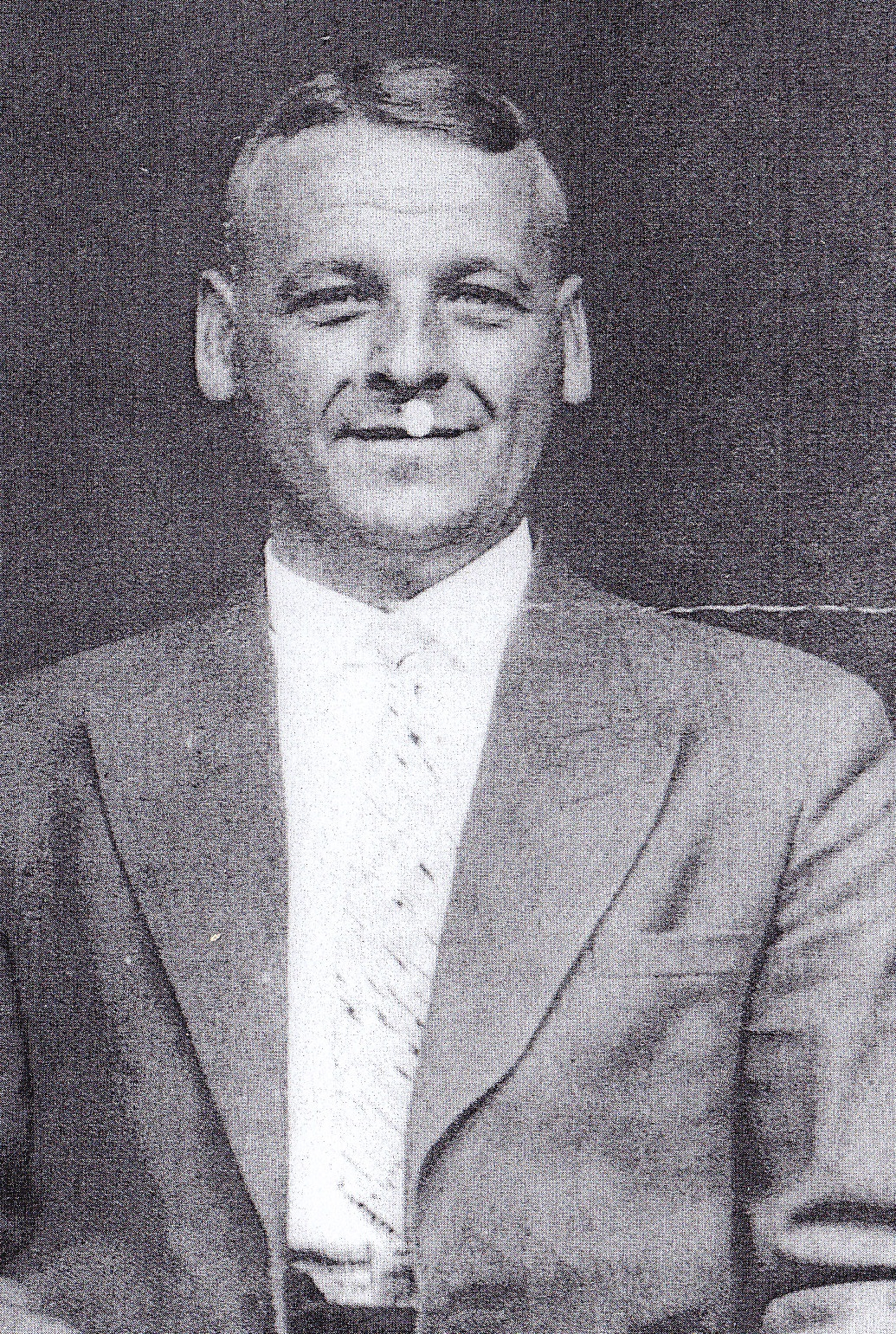
Emil Danzeisen

Emil Traugott Danzeisen (* 6. Oktober 1897 in Durmersheim; † 9. Mai 1965) war ein deutscher paramilitärischer Aktivist. Er wurde vor allem bekannt als Organisator eines nicht zur Ausführung gelangten Attentats auf den SA-Chef Ernst Röhm im Jahr 1932.

## Leben und Wirken
Nach dem Schulbesuch nahm Danzeisen ab 1915 am Ersten Weltkrieg teil. Während des Krieges lernte er den im selben Regiment stehenden Walter Buch kennen, der für seine spätere Laufbahn entscheidende Bedeutung haben sollte. Nach seiner Rückkehr aus dem Krieg gründete er eine Bandagenfabrik in München-Laim.
Seit 1922 engagierte Danzeisen sich in der NSDAP, der er erstmals 1923 beitrat, und in ihrem Kampfverband der Sturmabteilung (SA). Als die NSDAP und die SA nach dem Scheitern des Hitler-Putsches vom November 1923 verboten wurden, trat Danzeisen in die Führung des nun entstehenden Oberkommandos für die illegal weiterbestehende SA ein. Als Adjutant von Buch beziehungsweise Wilhelm Freiherr von Bieberstein war er im Jahr 1924 maßgeblich an der Reorganisation der SA beteiligt. Nach der Wiederzulassung von SA und NSDAP im Frühjahr 1925 übergaben Bieberstein und Danzeisen die Reste ihrer illegalen Rumpf-SA an den aus dem Gefängnis entlassenen Hitler, um anschließend politisch in den Hintergrund zu treten.
Zum 1. November 1929 trat Danzeisen erneut in die NSDAP (Mitgliedsnummer 160.979) und die SA ein. Er wurde Führer der NSDAP-Ortsgruppe Laim und des dort ansässigen SA-Sturmes 4, bevor er am 25. August 1931 wieder aus der Partei austrat. Er blieb aber nachrichtendienstlich für die Partei tätig, wahrscheinlich im Sicherheitsdienst (SD), in dem er nach 1933 die Funktion eines SD-Beauftragten des SD-Oberabschnitts Süd erhielt. Andreas Dornheim vertritt hier die These, dass „Der Parteiaustritt Danzeisen, […] wahrscheinlich vorgetäuscht [war], um seine nachrichtendienstliche Tätigkeit für den SD zu erleichtern.“
Anfang 1932 wurde Danzeisen von Walther Buch, inzwischen Vorsitzender des Obersten Parteigerichts der NSDAP (OPG), damit beauftragt, einen Mordanschlag auf die führenden Mitarbeiter des SA-Chefs Ernst Röhm – Karl Leon Du Moulin-Eckart, Georg Bell, Hans Erwin von Spreti-Weilbach und Julius Uhl – und eventuell auch auf Röhm selbst zu organisieren. Hintergrund dieses Vorhabens waren die Befürchtungen Buchs und anderer Parteiführer, dass die öffentlich bekannte Homosexualität der führenden SA-Männer bei den bevorstehenden Reichspräsidentenwahlen der NSDAP abträglich sein könnte. Danzeisen gab den Auftrag Buchs in brieflicher Form an den arbeitslosen Architekten Emil Karl Horn (1865–1935) weiter. Horn schreckte schließlich vor den geplanten Anschlägen zurück und vertraute sich den Mitarbeitern Röhms an.
Auf bis heute nicht endgültig geklärte Weise – aber vermutlich durch Röhms Mitarbeiter Hans Schweighart, von dem angenommen wird, dass er die Reichsleitung der NSDAP als Polizeispitzel auskundschaftete – erfuhren die Behörden von den Intrigen gegen die Röhm-Clique, mit der Folge, dass Danzeisen in der ersten Aprilhälfte 1932 verhaftet wurde. Kurz darauf brachte die sozialdemokratische Tageszeitung Münchener Post, die von der Angelegenheit erfahren hatte, den Fall in Artikeln über eine „Tscheka im Braunen Haus“ an die Öffentlichkeit, in denen unter anderem die Existenz einer mit parteiinternen Mordaufträgen befassten „Zelle G“ in der NSDAP-Reichsleitung behauptet wurde.
Nach Gerichtsverhandlungen gegen Danzeisen vor dem 2. Schöffengericht beim Amtsgericht München im Sommer 1932 wurde am 5. Juli 1932 eine Haftstrafe von sechs Monaten beantragt. Im Oktober 1932 wurde er zu sechs Monaten Haft wegen versuchten Mordes an Röhm, Du Moulin Eckart, Bell und Uhl verurteilt.
Danzeisen kam jedoch bereits Anfang 1933 wieder frei. Am 30. März 1933 wurde seine 1931 erfolgte Streichung als NSDAP-Mitglied „laut einer Verfügung des Führers“ zurückgenommen, das heißt, er wurde wieder in die Partei aufgenommen.
In den folgenden Jahren war Danzeisen im Sicherheitsdienst der SS als Beauftragter für den SD-Oberabschnitt Süd tätig. Merker zufolge erreichte Danzeisen in der SS den Rang eines SS-Oberführers.
Dornheim vertritt die These, dass Danzeisen in den frühen 1930er Jahren das Oberhaupt einer privaten Terrorgruppe gewesen sei, die Buch in seiner Eigenschaft als Vorsitzender des Obersten USchlAs der NSDAP unterhalten habe, um ein effektives Werkzeug zur Disziplinierung der Partei in die Hand zu bekommen. Als Beleg hierfür verweist er auf eine Gestapo-Untersuchung aus dem Jahr 1937 über „eine Terrorgruppe Rödl-Danzeisen“, die sich vorwiegend aus Angehörigen des SA-Sturms Laim zusammengesetzt habe.
Danzeisens Grab befindet sich auf dem Waldfriedhof München.